# Parazit

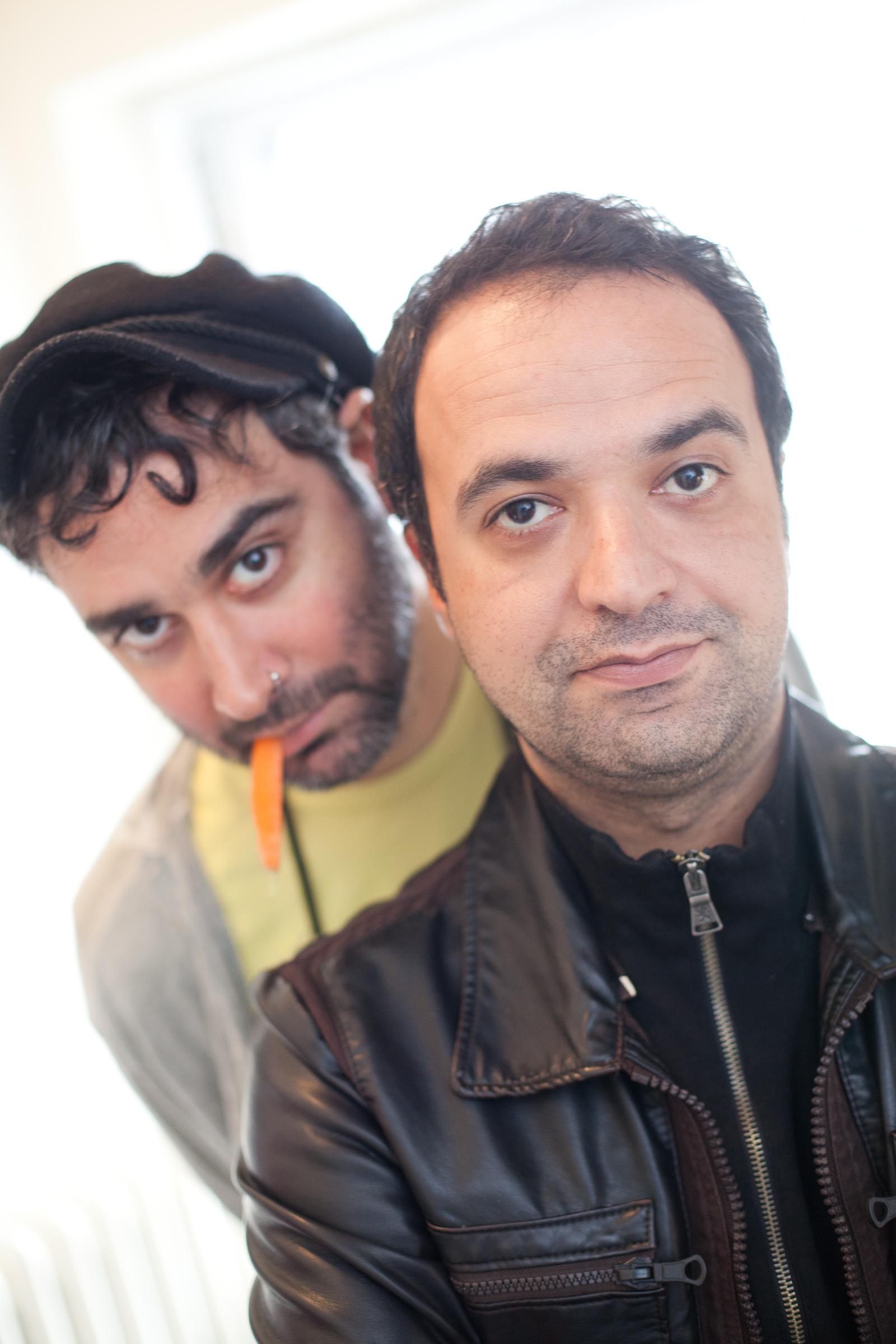
Kambiz Hosseini und Saman Arbabi, programledarna av Parazit

Parazit är ett TV-program skapat av komikern Kambiz Hosseini, en persisk komiker som är bosatt i New York i USA. Parazit diskuterar mänskliga rättigheter i Iran på både allvarlig och komiskt sätt.